# Nelson Oduber
Nelson Orlando Oduber (Oranjestad, 7 de febrer de 1947) és un polític d'Aruba, que fou Primer Ministre d'Aruba entre 1989 i 1994 i entre 2001 i 2009.
Dirigí el Moviment Electoral del Poble (MEP) a la victòria de les eleccions al Parlament d'Aruba de 2001 i 2005, la primera victòria electoral consecutiva d'ençà que l'any 1986 Aruba esdevingué un territori amb un estatus a part. A les eleccions de 2009, celebrades als set estats el 25 de setembre, el partit d'Oduber perdé la majoria per primera vegada en vuit anys, en detriment de la principal oposició a l'illa: el Partit del Poble d'Aruba (AVP) i el seu líder Mike Eman. Just després d'acabar el mandat, Oduber anuncià que no lideraria l'oposició al parlament, el que significa que no prendria el càrrec de membre del Parlament, però seguiria sent el líder del seu partit.